# Liste der Biografien/Grie
Liste der Biografien |
Portal Biografien |
Personensuche
# |
A |
B |
C |
D |
E |
F |
G |
H |
I |
J |
K |
L |
M |
N |
O |
P |
Q |
R |
S |
T |
U |
V |
W |
X |
Y |
Z |
?
 
Ga |
Gb |
Gc |
Gd |
Ge |
Gf |
Gh |
Gi |
Gj |
Gk |
Gl |
Gm |
Gn |
Go |
Gp |
Gq |
Gr |
Gs |
Gu |
Gv |
Gw |
Gy |
Gz
 
Gra |
Grb–Grd |
Gre |
Grg |
Gri |
Grj |
Grk |
Grl |
Grm |
Gro |
Grs |
Gru |
Gry |
Grz
 
Gria |
Grib |
Gric |
Grid |
Grie |
Grif |
Grig |
Grij |
Grik |
Gril |
Grim |
Grin |
Grio |
Grip |
Gris |
Grit |
Griv |
Griw |
Grix |
Griz
Die Liste der Biografien führt alle Personen auf, die in der deutschsprachigen Wikipedia einen Artikel haben. Dieses ist eine Teilliste mit 331 Einträgen von Personen, deren Namen mit den Buchstaben „Grie“ beginnt.

## Grie

### Grieb
- Grieb, Ernst August (1845–1928), Schweizer Politiker (Radikale Demokraten)
- Grieb, Fritz (1929–2007), österreichischer Schauspieler
- Grieb, John (1879–1939), US-amerikanischer Turner und Zehnkämpfer
- Grieb, Manfred H. (1933–2012), deutscher Unternehmer und Kunstsammler
- Grieb, Michael (1921–2003), deutscher Politiker (SED), Vorsitzender des Rates des Bezirkes Schwerin
- Grieb, Toni (1918–2008), Schweizer Botaniker, Maler und Fotograf
- Griebe, Frank (* 1964), deutscher KameramannFrank Griebe (* 1964)

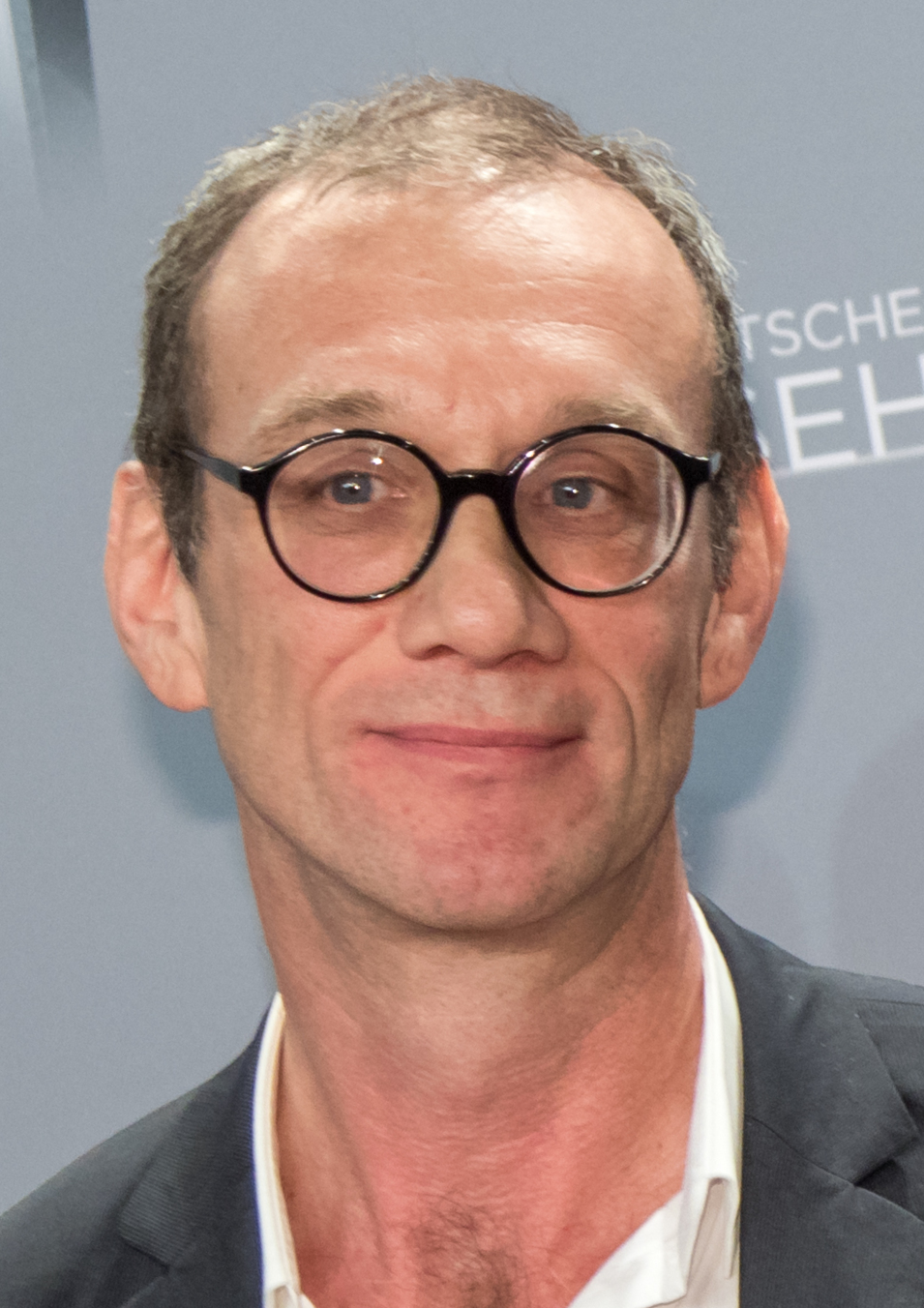
Frank Griebe (* 1964)

- Griebe, Jacob (1541–1601), kurfürstlich-sächsischer Assessor am Schöffenstuhl und Bürgermeister von Leipzig
- Griebel, Christina (* 1973), deutsche Autorin und bildende Künstlerin
- Griebel, Constant (1876–1965), deutscher Lebensmittelchemiker
- Griebel, Erich († 1957), deutscher Autor und Forscher
- Griebel, Friedrich (1788–1861), Pfennigmeister der Landschaft Norderdithmarschen
- Griebel, Friedrich (1812–1885), deutscher Kirchspielvogt und Amtsrichter
- Griebel, Fritz (1899–1976), deutscher Maler und Grafiker
- Griebel, George Henry (1846–1933), deutsch-amerikanischer Architekt
- Griebel, Karl (1872–1922), deutscher Architekt
- Griebel, Lucie (1854–1922), deutsche Lehrerin und Schriftstellerin
- Griebel, Matthias (* 1937), deutscher Heimatforscher
- Griebel, Michael (* 1960), deutscher Mathematiker und Informatiker
- Griebel, Nikolaus (* 1934), deutscher Architekt in Weimar
- Griebel, Otto (1895–1972), deutscher Maler
- Griebel, Rolf (* 1949), deutscher Bibliothekar
- Griebel, Sophia (* 1990), deutsche Skeletonpilotin
- Griebel, Theodor (1838–1875), deutscher Jurist und Politiker
- Griebel, Ulrich (1942–2023), deutscher Dramaturg und Hörspielautor
- Griebel-Zietlow, Ingrid (1936–1999), deutsche Malerin und Grafikerin
- Griebeling, Gert (1936–2020), deutscher Jurist und Vorsitzender Richter am Bundesarbeitsgericht
- Grieben, Doris (1951–2021), deutsche Historikerin
- Grieben, Eduard (1813–1870), deutscher Landschaftsmaler und Radierer
- Grieben, Ferdinande (* 1844), deutsche Schriftstellerin in Angermünde
- Grieben, Hermann (1822–1890), deutscher Journalist und Dichter
- Grieben, Wolf-Heimo (* 1971), deutscher Ökonom
- Griebenow, Christian Wilhelm (1784–1865), Großgrundbesitzer in Berlin
- Griebenow, Willi (1897–1991), deutscher Diplom-Handelslehrer und Regionalforscher
- Griebl, Mizzi (1872–1952), österreichische Sängerin und Schauspielerin
- Griebler, Martha (1948–2006), österreichische Malerin
- Griebler, Matthias (* 1972), österreichischer Bildender Künstler
- Griebner, Reinhard (* 1952), deutscher Autor und Journalist
- Griebsch, Erich (1925–2004), deutscher Generalleutnant der VP
- Griebsch, Lukas (* 2003), deutscher Fußballspieler

### Griec
- Griecco, José Mario, uruguayischer Fußballspieler
- Grieco, Agnese (* 1960), italienische Schriftstellerin, Dramaturgin, Drehbuchautorin, Filmemacherin und literarische Übersetzerin
- Grieco, Alan (* 1946), US-amerikanischer Radrennfahrer
- Grieco, Francisco de Assis (1924–2001), brasilianischer Diplomat
- Grieco, Jessica (* 1973), US-amerikanische Radrennfahrerin
- Grieco, Joseph M. (* 1953), US-amerikanischer Politikwissenschaftler
- Grieco, Richard (* 1965), US-amerikanischer Schauspieler
- Grieco, Sergio (1917–1982), italienischer Filmregisseur und Drehbuchautor

### Gried
- Grieder, Albert (1863–1938), Schweizer Politiker
- Grieder, Calvin (* 1955), Schweizer Manager
- Grieder, Daniel (* 1961), Schweizer Unternehmer und Manager
- Grieder, Friedel (1890–1980), Schweizer Bildhauerin
- Grieder, Hans (1901–1995), Schweizer Turner
- Grieder, Marc (* 1984), Schweizer Eishockeyspieler und -funktionär
- Grieder, Walter (1914–2004), Schweizer Grafiker, Illustrator und Maler

### Grief
- Griefahn, Klara (1897–1945), jüdische Ärztin
- Griefahn, Monika (* 1954), deutsche Politikerin (SPD), MdB
- Griefenow-Mewis, Catherine (* 1941), deutsche Afrikanistin
- Grieffenhagen, Heino (* 1889), deutscher Landwirt und Politiker (NSDAP), MdPl

### Grieg
- Grieg, Edvard (1843–1907), norwegischer KomponistEdvard Grieg (1843–1907)

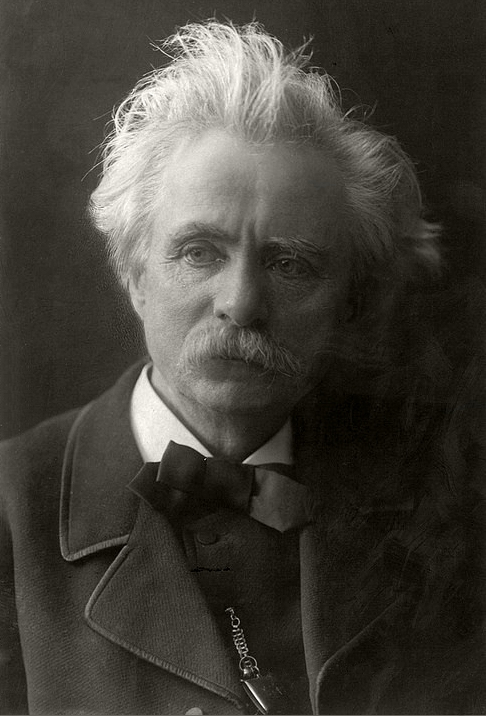
Edvard Grieg (1843–1907)

- Grieg, Ernst (1919–2005), deutscher Maler, Grafiker und Bildhauer
- Grieg, Harald (1895–1972), norwegischer Verleger
- Grieg, John (1856–1905), norwegischer Verleger
- Grieg, Nina (1845–1935), dänisch-norwegische Sängerin (Sopran)Nina Grieg (1845–1935)

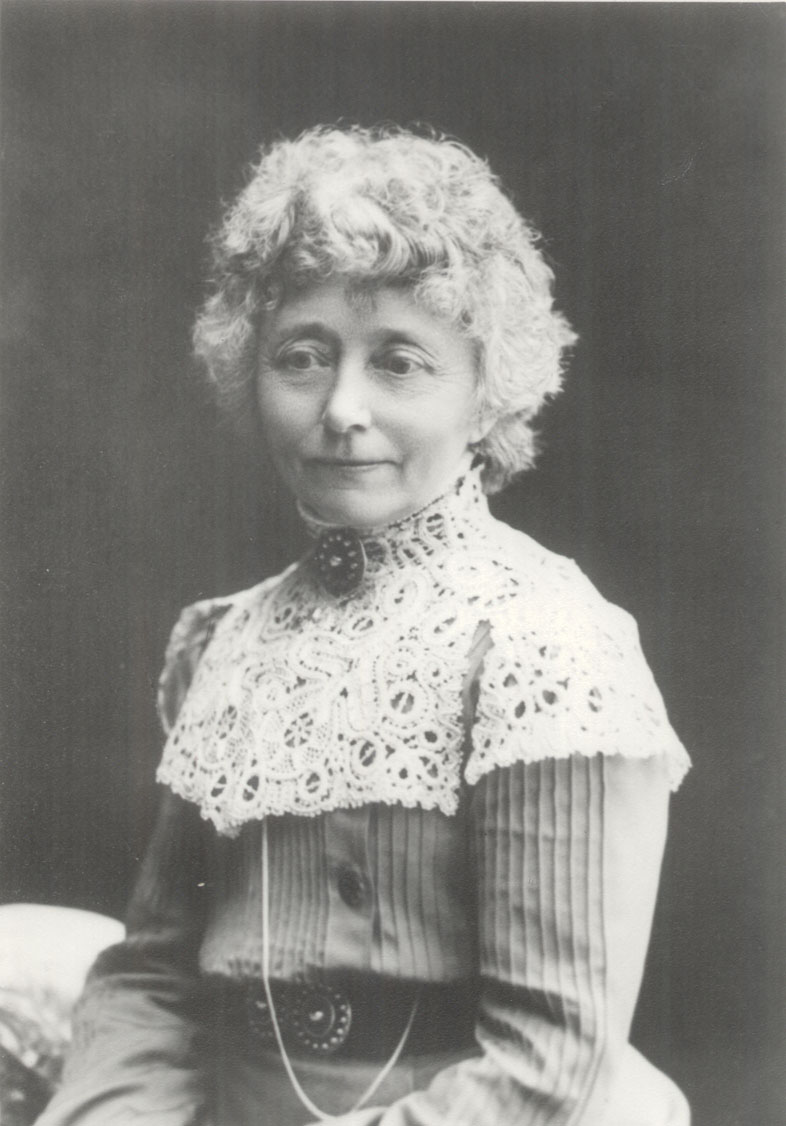
Nina Grieg (1845–1935)

- Grieg, Nordahl (1902–1943), norwegischer Schriftsteller, Lyriker, Dramatiker und Journalist
- Grieg, Theodor (1889–1957), österreichischer Schauspieler und Regisseur
- Griegel, Sebastian (* 1993), deutscher Schauspieler und Synchronsprecher
- Grieger, Günter (1931–2012), deutscher Kernphysiker und Hochschullehrer
- Grieger, Hans (1941–1998), deutscher Fußballspieler
- Grieger, Harald (1945–2012), deutscher Polizeibeamter und Politiker (CDU), MdA Berlin
- Grieger, Manfred (* 1960), deutscher Historiker
- Grieger, Rainer (* 1962), deutscher Polizist und Präsident der Fachhochschule der Polizei des Landes Brandenburg
- Grieger-Langer, Suzanne (* 1972), deutsche Wirtschafts-Profilerin und Autorin

### Grieh
- Griehl, Elisabeth (1893–1973), deutsche Politikerin (SED)
- Griehsbach, Michael (* 1961), deutscher Fußballspieler

### Griek
- Griekspoor, Scott (* 1991), niederländischer Tennisspieler
- Griekspoor, Tallon (* 1996), niederländischer Tennisspieler

### Griem
- Griem, Hans (1898–1980), deutscher Präsident des Fernmeldetechnischen Zentralamtes in Darmstadt (1960–1963)
- Griem, Hans (1902–1955), deutscher Politiker (CDU), MdHB, MdB
- Griem, Hans Hermann (1902–1971), deutscher Kommandant der Konzentrationslager Ladelund, Husum-Schwesing, Hannover-Stöcken und Meppen-Dalum
- Griem, Hans R. (1928–2019), deutschamerikanischer Physiker
- Griem, Helmut (1932–2004), deutscher Schauspieler und RegisseurHelmut Griem (1932–2004)

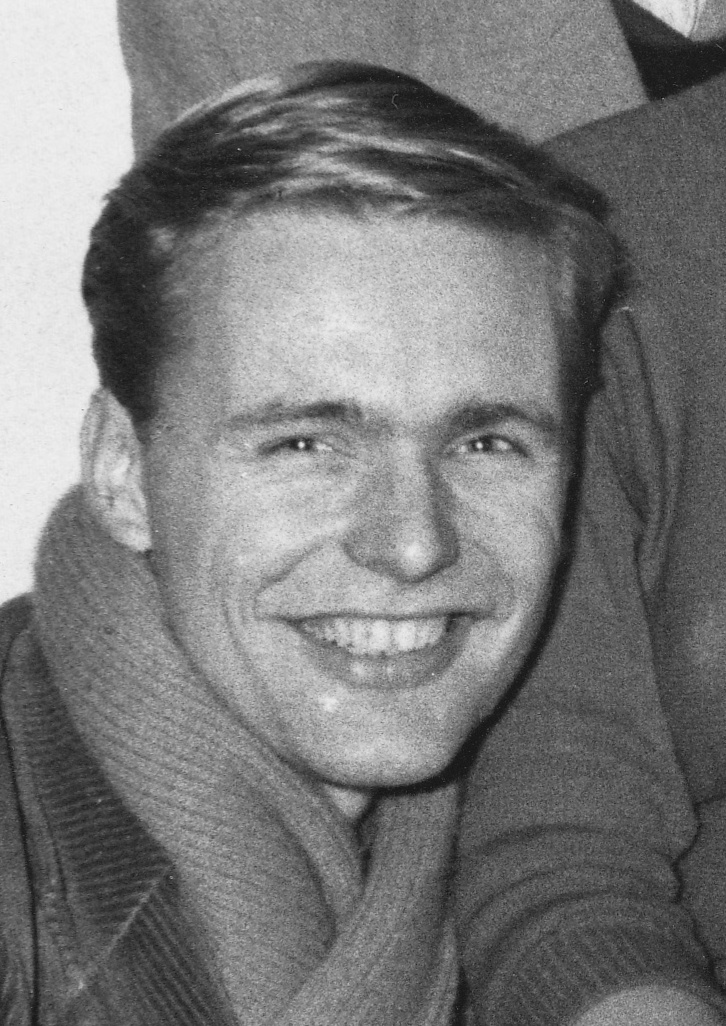
Helmut Griem (1932–2004)

- Griem, Julika (* 1963), deutsche Anglistin und Literaturwissenschaftlerin
- Griem, Michael (* 1946), österreichischer Schauspieler
- Grieme, Selma (1910–1999), deutsche Leichtathletin
- Griemert, André (* 1980), deutscher Historiker, Lehrer (Studienrat), Fortbildner in der Lehrerbildung und Autor von Schulbüchern
- Griemsmann, Johann-Dietrich (1941–2013), deutscher Zeichner, Maler, Collagist, Bildhauer, Designer, Lyriker und Grafiker
- Griemsmann, Kurt (1906–1981), deutscher Volksschulgründer und -leiter, Heimatforscher und Ortschronist

### Grien
- Grienauer, Edwin (1893–1964), österreichischer Bildhauer und Medailleur
- Grienberger, Christoph (1561–1636), Jesuitenpater und Astronom
- Grienberger, Karl (1824–1908), österreichischer katholischer Priester, Politiker und heimatkundlicher Autor
- Grienberger, Theodor von (1855–1932), österreichischer Germanist und Sprachwissenschaftler
- Griendel von Ach, Johann Franz (1631–1687), Mikroskopist und Baumeister
- Grieneisen, Henning (* 1984), deutscher Fußballspieler
- Griener, Michael (* 1968), deutscher Jazzschlagzeuger
- Grienig, Horst (1936–2020), deutscher Wirtschaftswissenschaftler
- Grieninger, Augustin (1638–1692), deutscher Augustinerchorherr, Komponist, Dichter
- Grieninger, Friedrich (1835–1915), deutscher Bürgermeister, Bankier und Politiker, MdR
- Grieninger, Honorius (1741–1809), deutscher Ordenspriester, letzter Abt des Klosters Irsee
- Grieninger, Johann Georg (1716–1798), deutscher Unternehmer, sächsischer Kommissionsrat und Porzellanfabrikant
- Grienwald, Johann († 1662), römisch-katholischer Geistlicher
- Grienwaldt, Franz Joseph (1708–1743), deutscher Mediziner, landständischer Arzt in München sowie Leibarzt des Fürstbischofs von Freising

### Griep
- Griep, Hans-Günther (1923–2016), deutscher Heimatforscher
- Griepenkerl, Christian (1839–1916), deutsch-österreichischer Maler und Professor an der Akademie der bildenden Künste in WienChristian Griepenkerl (1839–1916)

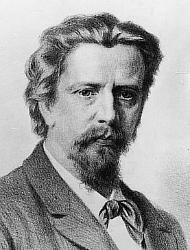
Christian Griepenkerl (1839–1916)

- Griepenkerl, Friedrich (1826–1900), Agrarwissenschaftler
- Griepenkerl, Friedrich Konrad (1782–1849), deutscher Germanist, Pädagoge, Musikwissenschaftler und Dirigent
- Griepenkerl, Otto (1820–1888), deutscher Arzt und Paläontologe
- Griepenkerl, Wolfgang Robert (1810–1868), deutscher Dramatiker, Erzähler und Kunstkritiker
- Griepentrog, Eberhard (1933–2023), deutscher Mathematiker und Hochschullehrer
- Griepentrog, Hans (1910–1984), deutscher Maler und Zeichner
- Griepentrog, Hans (* 1968), deutscher Opernsänger (Bass)
- Griephan, Hans-Joachim (* 1937), deutscher Journalist

### Grier
- Grier, Barbara (1933–2011), US-amerikanische Autorin, Verlegerin und LSBTI-Aktivistin
- Grier, David Alan (* 1956), US-amerikanischer Schauspieler und Comedian
- Grier, Jane (1856–1902), irische Gouvernante und Textilkünstlerin
- Grier, Jimmy (1902–1959), amerikanischer Jazzmusiker (Klarinette, Komposition) und Bandleader
- Grier, Johnny (1947–2022), US-amerikanischer Schiedsrichter im American Football
- Grier, Louis (1864–1920), australisch-britischer Landschaftsmaler
- Grier, Mike (* 1975), US-amerikanischer Eishockeyspieler, -trainer, -funktionär und -scout
- Grier, Pam (* 1949), US-amerikanische SchauspielerinPam Grier (* 1949)

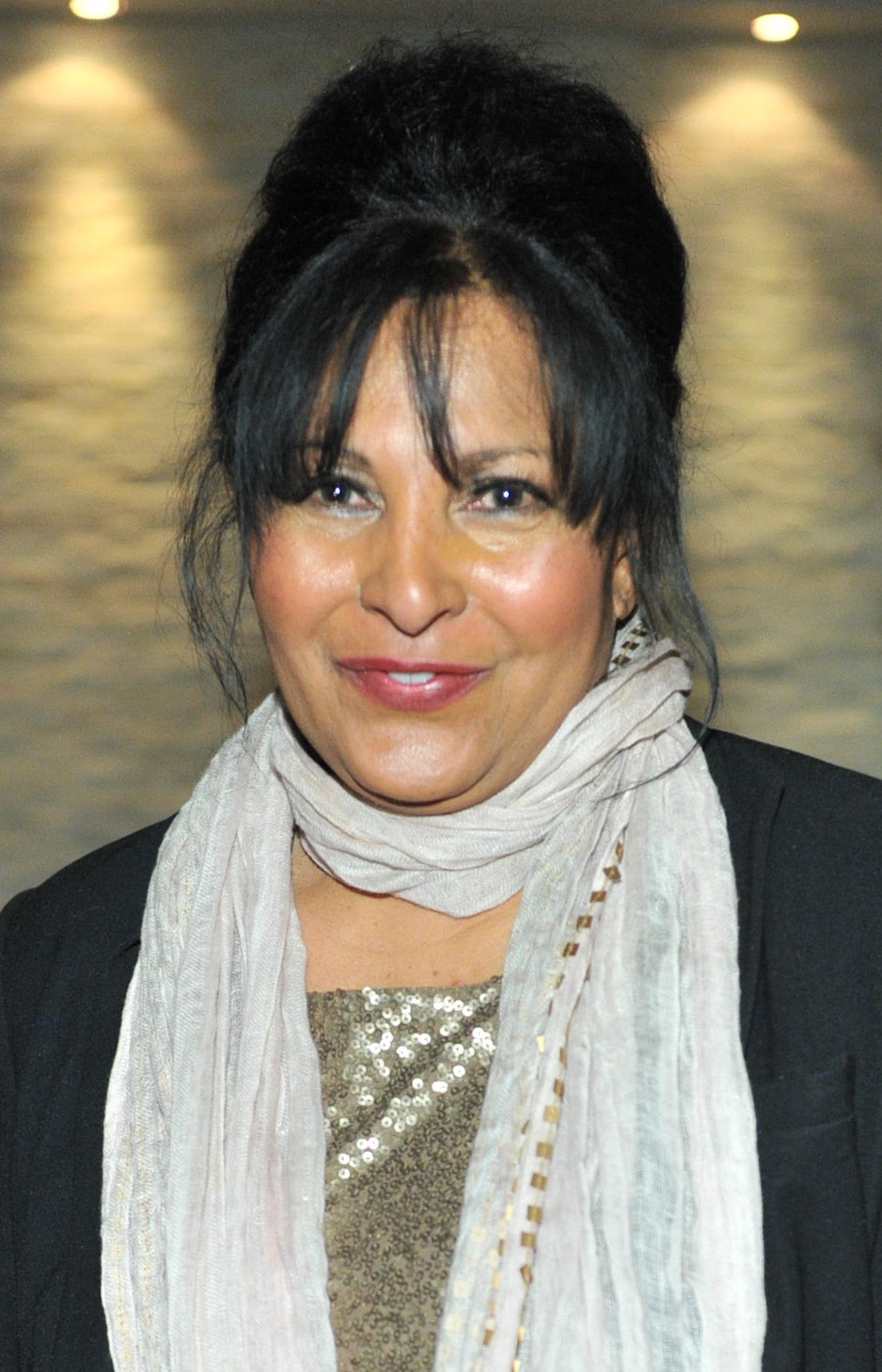
Pam Grier (* 1949)

- Grier, Robert Cooper (1794–1870), US-amerikanischer Jurist, Richter am Obersten Gerichtshof (1846–1870)
- Griera i Calderón, Rafael (1934–2018), katalanischer Maler
- Griera i Gaja, Antoni (1887–1974), spanischer Romanist und Katalanist
- Grierson, Benjamin (1826–1911), US-amerikanischer Brigadegeneral
- Grierson, Cecilia (1859–1934), argentinische Ärztin, Lehrerin und Philanthropin
- Grierson, Edward (1914–1975), englischer Jurist (Barrister) und Schriftsteller
- Grierson, Francis (1848–1927), amerikanischer Pianist, Schriftsteller und Okkultist
- Grierson, George Abraham (1851–1941), britischer Orientalist und Linguist
- Grierson, James (1859–1914), britischer Generalleutnant
- Grierson, John (1898–1972), britischer Dokumentarfilmregisseur und -produzent
- Grierson, Philip (1910–2006), britischer Historiker und Numismatiker
- Grierson, Ruby (1903–1940), britische Dokumentarfilmregisseurin und -produzentin

### Gries
- Gries, Bernd (* 1968), deutscher Fußballspieler
- Gries, David (* 1939), US-amerikanischer Informatiker
- Gries, Ekkehard (1936–2001), deutscher Jurist und Politiker (FDP), MdL, MdB, hessischer Staatsminister
- Gries, Friedrich Arnold (1929–2019), deutscher Internist, Diabetologe und Hochschullehrer
- Gries, Georg (1900–1977), deutscher Kaufmann, Leiter der Behindertenwerkstatt
- Gries, Gundolf (1943–2022), deutscher Politiker (CDU), MdVK, MdB
- Gries, Heinrich (1807–1879), deutscher Kaufmann und Politiker, MdHB
- Gries, Heinz (1935–2022), deutscher Unternehmer
- Gries, Helen (* 1984), deutsche Vorderasiatische Archäologin
- Gries, Hermann (1810–1892), deutscher Jurist und Oberaltensekretär der Freien und Hansestadt Hamburg
- Gries, Holger, deutscher Poolbillardspieler
- Gries, Jana Dunja (* 1998), deutsche Synchronsprecherin
- Gries, Johann Diederich (1775–1842), deutscher Übersetzer
- Gries, Johann Ludwig (1770–1828), deutscher Jurist und Advokat
- Gries, Johann Michael (1772–1827), hamburgischer Ratssyndikus, Diplomat und Politiker
- Gries, Jon (* 1957), US-amerikanischer Schauspieler, Komponist, Produzent und RegisseurJon Gries (* 1957)

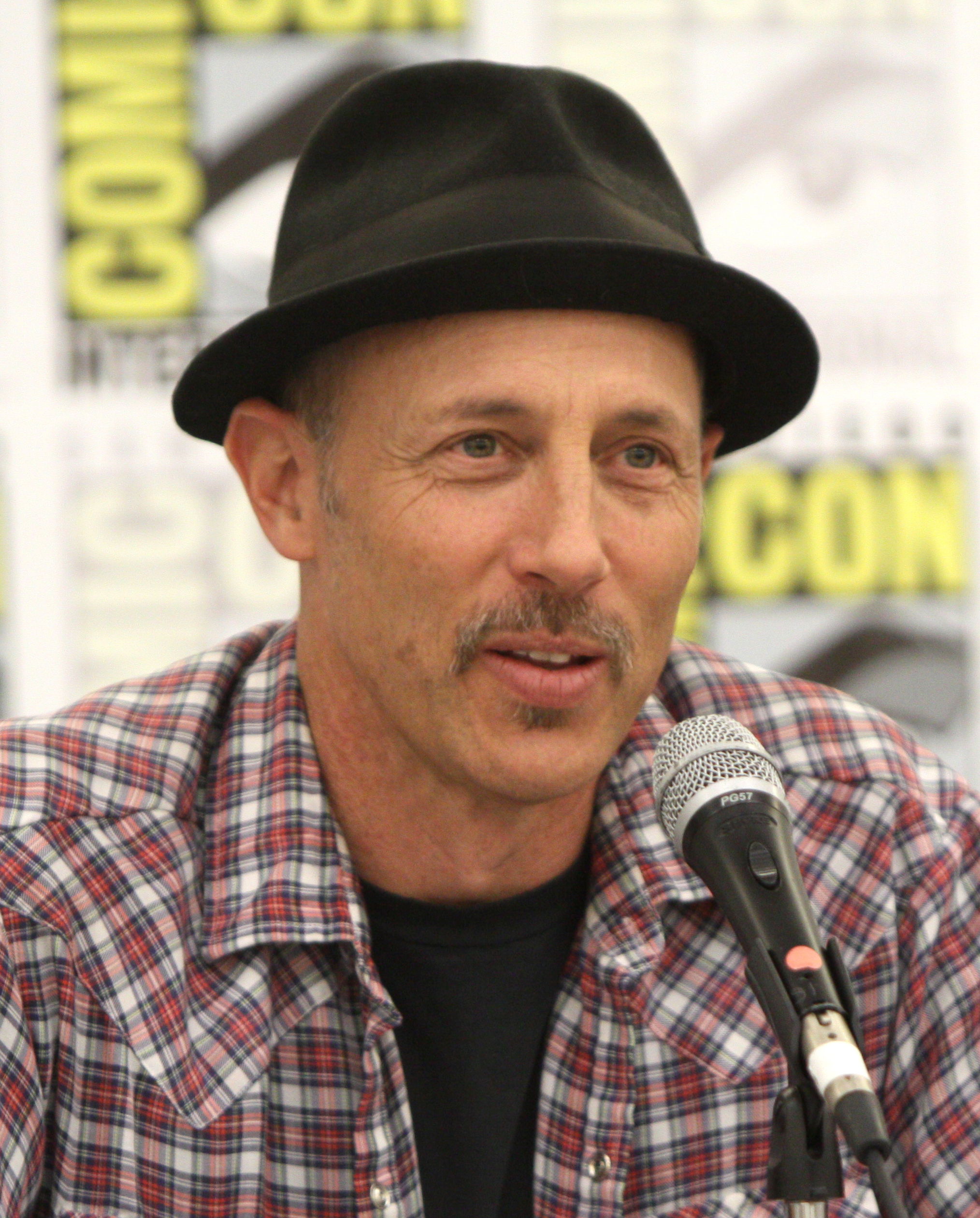
Jon Gries (* 1957)

- Gries, Konstantin (* 1995), deutscher Schauspieler
- Gries, Rainer (* 1958), deutscher Historiker und Hochschullehrer
- Gries, Roger (* 1965), deutscher Ringer
- Gries, Roger William (* 1937), US-amerikanischer Geistlicher, emeritierter Weihbischof in Cleveland
- Gries, Sarah Kim (* 1990), deutsche Schauspielerin
- Gries, Theo (* 1961), deutscher Fußballspieler
- Gries, Thomas (* 1960), deutscher Wirtschaftswissenschaftler und Hochschullehrer
- Gries, Thomas (* 1964), deutscher Ingenieur und Professor am Institut für Textiltechnik (ITA) der RWTH Aachen
- Gries, Tom (1922–1977), US-amerikanischer Filmregisseur und Drehbuchautor
- Gries, Wilhelm (1894–1971), deutscher Journalist und Chefredakteur
- Gries-Danican, Helene (1874–1935), deutsche Malerin
- Griesa, Ingrid (* 1930), deutsche Prähistorikerin
- Griesa, Siegfried (* 1936), deutscher Prähistoriker
- Griesau, Hans (1926–1978), deutscher Verwaltungsbeamter und Wirtschaftsfunktionär
- Griesbach, Astrid (* 1956), deutsche Theaterregisseurin
- Griesbach, Franz (1892–1984), deutscher Generalmajor im Zweiten Weltkrieg
- Griesbach, Georg Erich (1902–1943), deutscher Lehrer und Schriftsteller
- Griesbach, Heinz (1918–2008), deutscher Mitarbeiter des Goethe-Instituts und Lehrbuchautor
- Griesbach, Hermann (1854–1941), deutscher Naturwissenschaftler u. a. auf den Gebieten der Medizin und Zoologie
- Griesbach, Jochen (* 1970), deutscher Klassischer Archäologe
- Griesbach, Johann Jakob (1745–1812), deutscher Theologe, Professor für das Neue Testament in Jena
- Griesbach, Karl (* 1904), österreichischer Widerstandskämpfer gegen das NS-Regime
- Griesbach, Karl Ludolf (1847–1907), britischer Geologe
- Griesbach, Karl-Rudi (1916–2000), deutscher Komponist
- Griesbach, Marie (1896–1984), deutsche Revolutionärin, Anthroposophin und Dichterin
- Griesbach, Robert Louis (* 1961), deutscher Komiker, Entertainer, Kabarettist, Moderator, Sänger und SynchronsprecherRobert Louis Griesbach (* 1961)

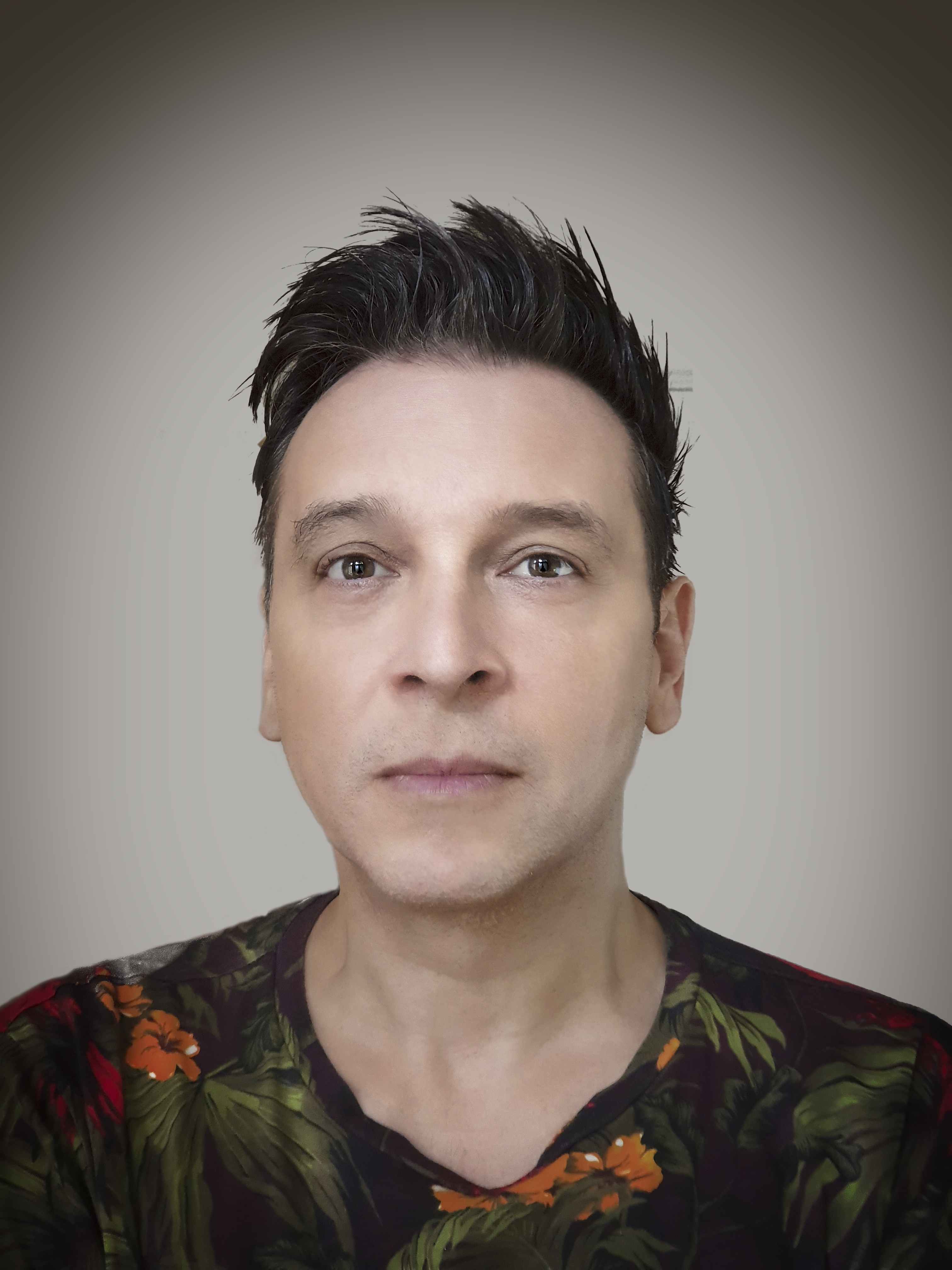
Robert Louis Griesbach (* 1961)

- Griesbach, Suzanne (* 1945), französische Leichtathletin
- Griesbach, Walter (1902–1943), deutscher Kommunist und Widerstandskämpfer im Nationalsozialismus
- Griesbach, Wilhelm Christian (1772–1838), Oberbürgermeister der Stadt Karlsruhe
- Griesbacher, Peter (1864–1933), deutscher Komponist, Organist und Glockensachverständiger
- Griesbauer, Dede (* 1970), US-amerikanische Triathletin
- Griesbaum, Karl (1932–2019), deutscher Chemiker und Hochschullehrer
- Griesbaum, Rainer (* 1948), deutscher Jurist
- Griesbeck, Axel (* 1958), deutscher Chemiker; Studiendekan der Mathematisch-Naturwissenschaftlichen Fakultät der Universität zu Köln
- Griesbeck, Hans (1898–1966), deutscher Politiker (KPD), MdL
- Griesbeck, Harry (* 1946), deutscher Fußballspieler
- Griesbeck, Nathalie (* 1956), französische Politikerin, MdEP
- Griesbeck, Robert (1950–2011), deutscher Grafiker, Fotograf, Autor und Herausgeber
- Griesbeck, Sebastian (* 1990), deutscher FußballspielerSebastian Griesbeck (* 1990)

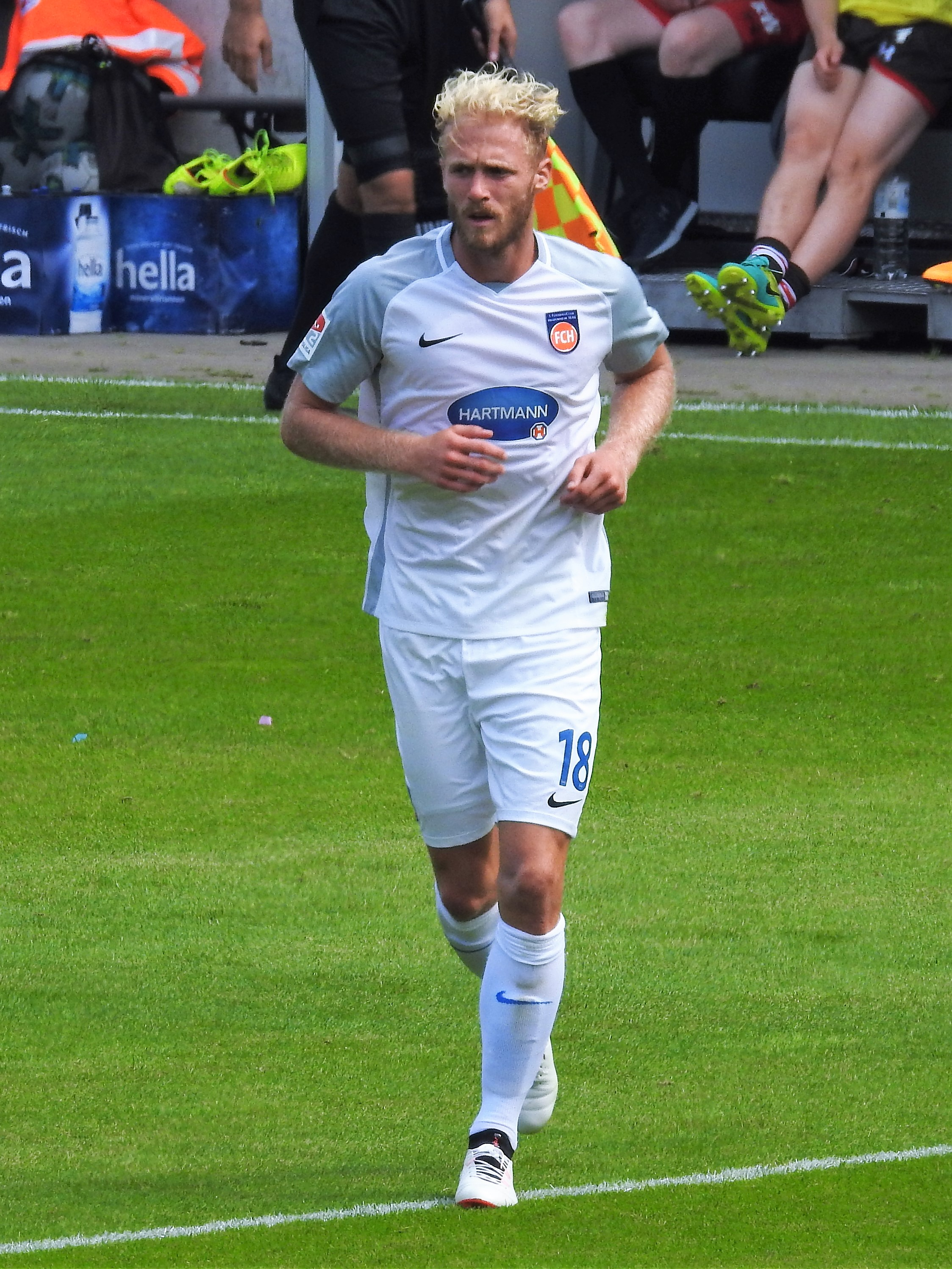
Sebastian Griesbeck (* 1990)

- Griesche, Detlef (* 1942), deutscher Politiker (SPD), MdBB
- Griese, Anne (* 1963), deutsche Leichtathletin
- Griese, Anneliese (1935–2014), deutsche Philosophin, Editorin, Marx-Engels-Forscherin
- Griese, August (1895–1962), deutscher Gewerkschafter und Politiker (SPD), MdL
- Griese, Bob (* 1945), US-amerikanischer Footballspieler
- Griese, Carl (1857–1933), deutscher Lithograf, Fotograf, Verleger und Druckereibesitzer
- Griese, Christof (* 1957), deutscher Jazzmusiker
- Griese, Claudio (* 1973), deutscher Politiker (CDU), Oberbürgermeister der Stadt Hameln
- Griese, Franz Stephan (* 1889), deutscher römisch-katholischer Geistlicher, Kirchenkritiker und Philologe
- Griese, Friedrich (1890–1975), deutscher Schriftsteller
- Griese, H. G. (* 1964), deutscher Maler, Graphiker und Bühnenbildner
- Griese, Hartmut M. (* 1944), deutscher Sachbuchautor und Soziologe
- Griese, Helmut (1925–2009), deutscher Kunstschmied und Metallgestalter
- Griese, Horst (1927–2021), deutscher Verwaltungsjurist
- Griese, Joachim (* 1939), deutscher Wirtschaftsinformatiker
- Griese, Joachim (1952–2024), deutscher Regattasegler
- Griese, Julius, Erfinder
- Griese, Kerstin (* 1966), deutsche Politikerin (SPD), MdBKerstin Griese (* 1966)

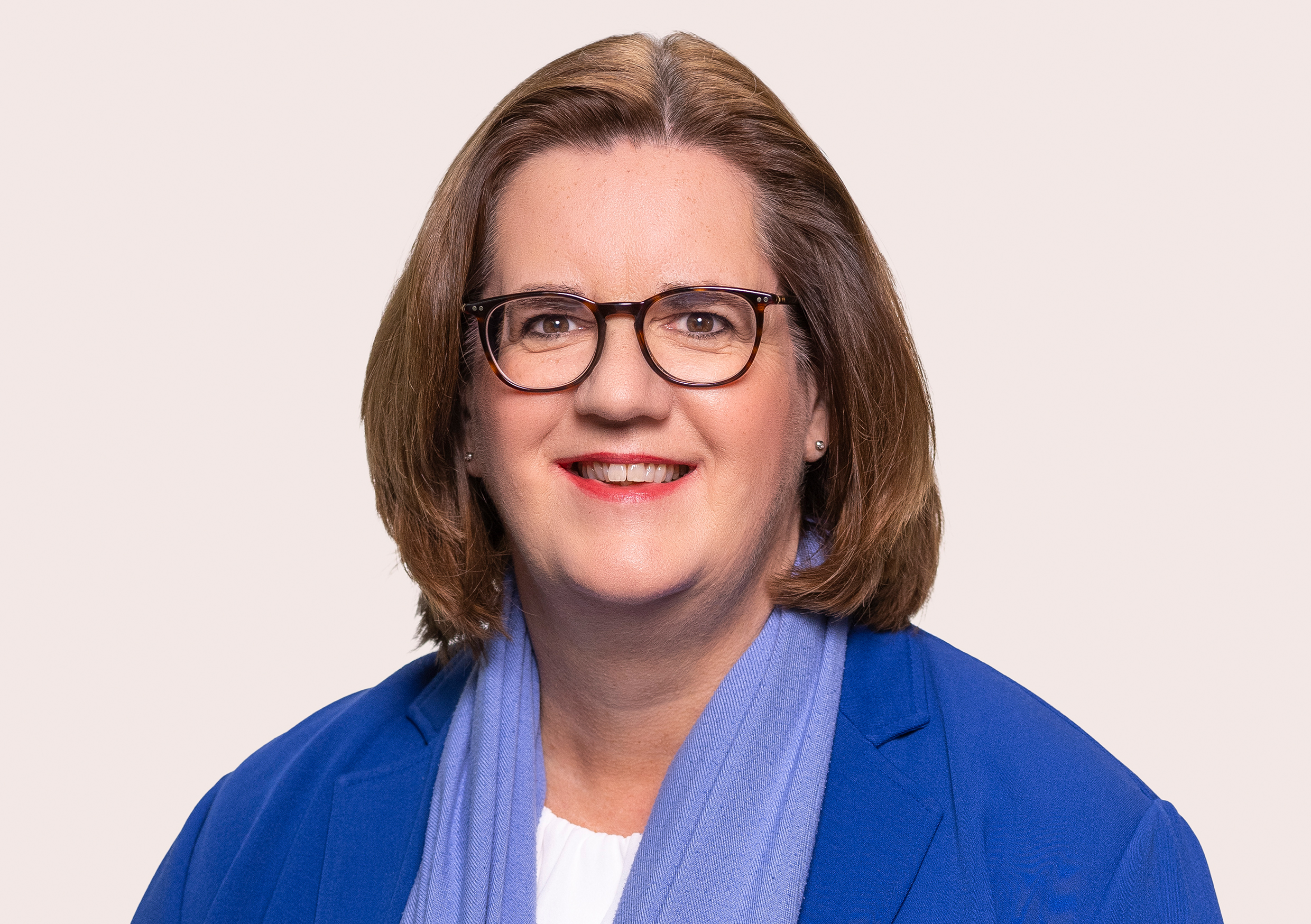
Kerstin Griese (* 1966)

- Griese, Kurt (1910–1993), deutscher Kriminalpolizist und SS-Führer
- Griese, Peter (1938–1996), deutscher Science-Fiction-Autor
- Griese, Rainer (* 1955), deutscher Fotograf
- Griese, Richard (1930–2016), deutscher Basketball- und Handballnationalspieler
- Griese, Thomas (* 1956), deutscher Jurist und Politiker (Bündnis 90/Die Grünen); Staatssekretär
- Griese, Volker (* 1965), deutscher Schriftsteller
- Griese, Werner (* 1948), deutscher Politiker (SPD), MdL
- Griese, Wolfgang (* 1948), deutscher Politiker (SED, PDS und Die Linke), MdL
- Griesebner, Andrea (* 1964), österreichische Historikerin
- Griesel, Bruno (* 1960), deutscher Maler, Zeichner und Druckgrafiker
- Griesel, Heinz (1931–2018), deutscher Mathematiker und Mathematikpädagoge
- Griesel, Jeanelle (* 1997), südafrikanische Sprinterin
- Griesel, Mia (* 2006), deutsche Tischtennisspielerin
- Griesel, Sam (* 2000), US-amerikanisch-deutscher BasketballspielerSam Griesel (* 2000)

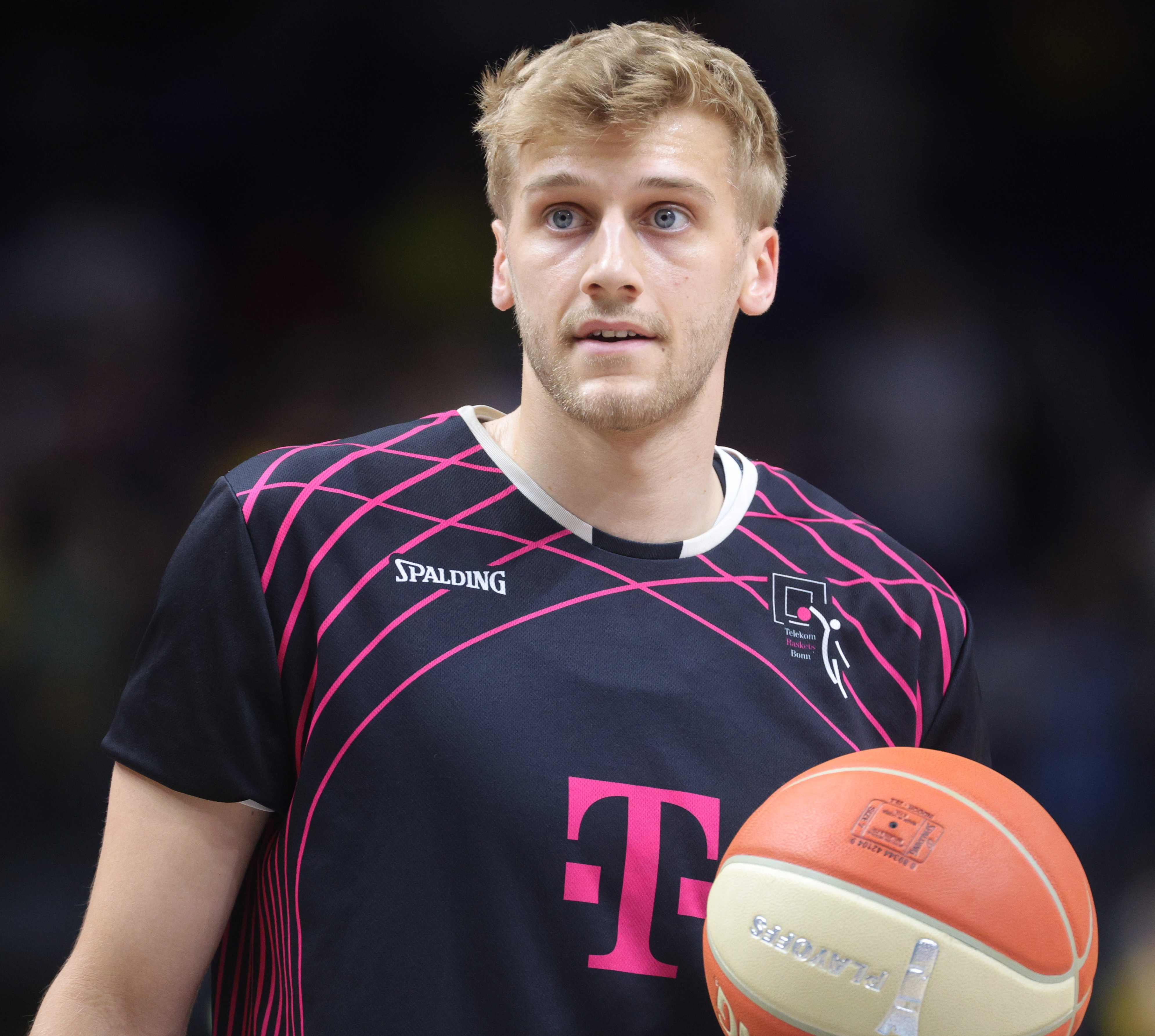
Sam Griesel (* 2000)

- Griesemer, John (* 1947), US-amerikanischer Journalist, Autor und Schauspieler
- Griesemer, Robert (* 1964), Schweizer Informatiker
- Griesenbrock, Frans (1916–2010), deutscher Bildender Künstler für Christliche Kunst
- Grieser, Andreas (1868–1955), deutscher Jurist
- Grieser, Angelika (* 1959), deutsche Schwimmerin
- Grieser, Daniel (* 1964), deutscher Mathematiker
- Grieser, Dietmar (* 1934), österreichischer PublizistDietmar Grieser (* 1934)

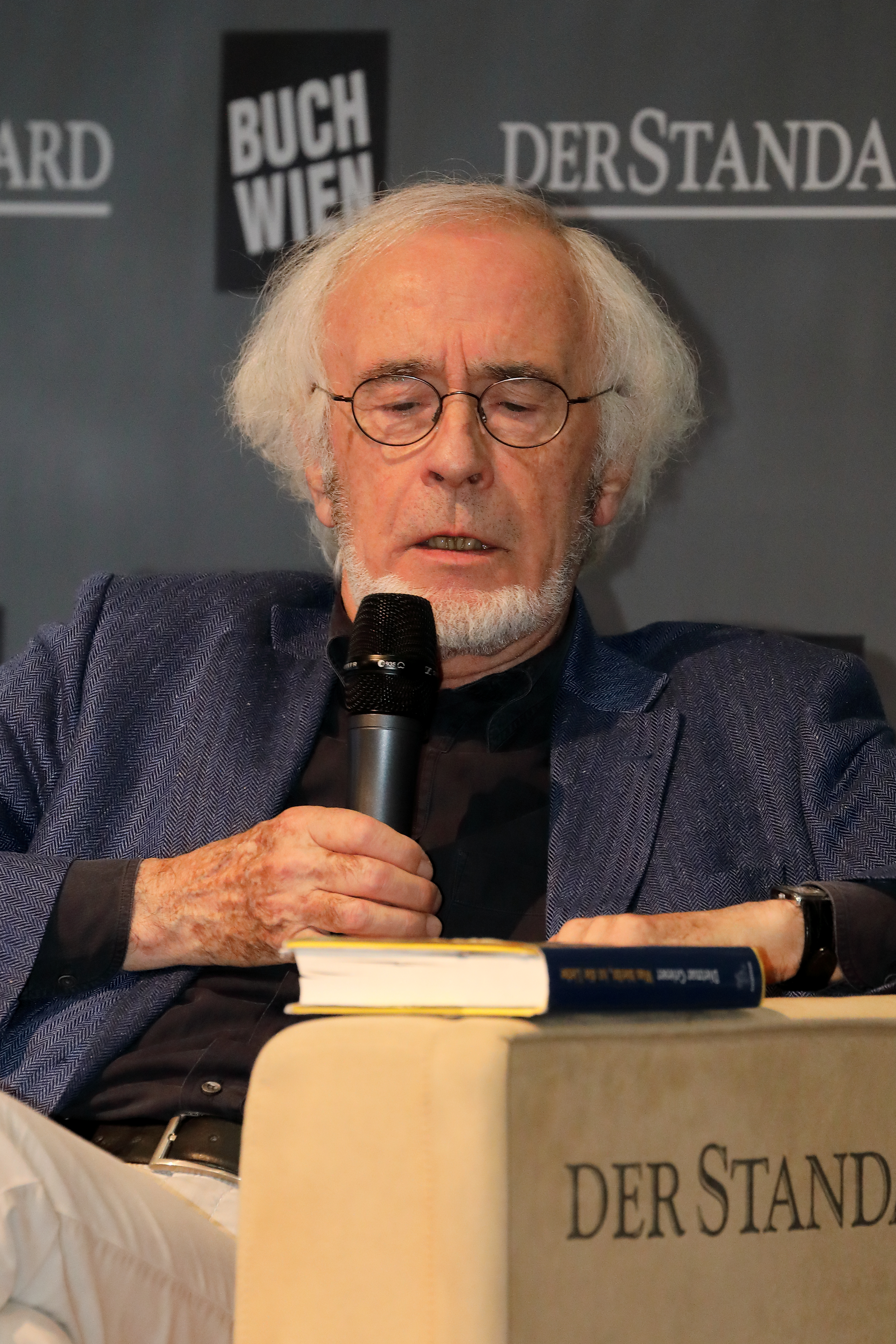
Dietmar Grieser (* 1934)

- Grieser, Gudrun (* 1947), deutsche Lehrerin und Politikerin (CSU)
- Grieser, Heike (* 1965), deutsche römisch-katholische Theologin und Hochschullehrerin für Kirchengeschichte
- Grieser, Helmut (* 1941), deutscher Historiker und Hochschullehrer
- Grieser, Herbert (1919–2000), deutscher Maskenbildner
- Grieser, Johannes (* 1955), deutscher Filmregisseur, Drehbuchautor und Schauspieler
- Grieser, Manfred (* 1938), deutscher Leichtathlet
- Grieser, Rudolf (1899–1985), deutscher Archivar
- Griesert, Niko (* 1990), deutscher Fernsehdarsteller
- Griesert, Uwe-Bernd (1944–2017), deutscher Kommunalpolitiker (PDS), Kreistagsabgeordneter im Rhein-Sieg-Kreis
- Griesert, Wolfgang (* 1957), deutscher Politiker (CDU), ehemaliger Oberbürgermeister von Osnabrück
- Grieshaber, Franz Anton (1725–1757), deutscher Glockengießer, Schöpfer des Geläuts in Salem
- Grieshaber, Franz Karl (1798–1866), deutscher Germanist und Sammler von Handschriften
- Grieshaber, Friedemann (* 1968), deutscher Bildhauer und Maler
- Grieshaber, Fritz (1899–1968), deutscher Verwaltungsfachangestellter und Kommunalpolitiker (KPD)
- Grieshaber, HAP (1909–1981), deutscher Grafiker und bildender KünstlerHAP Grieshaber (1909–1981)

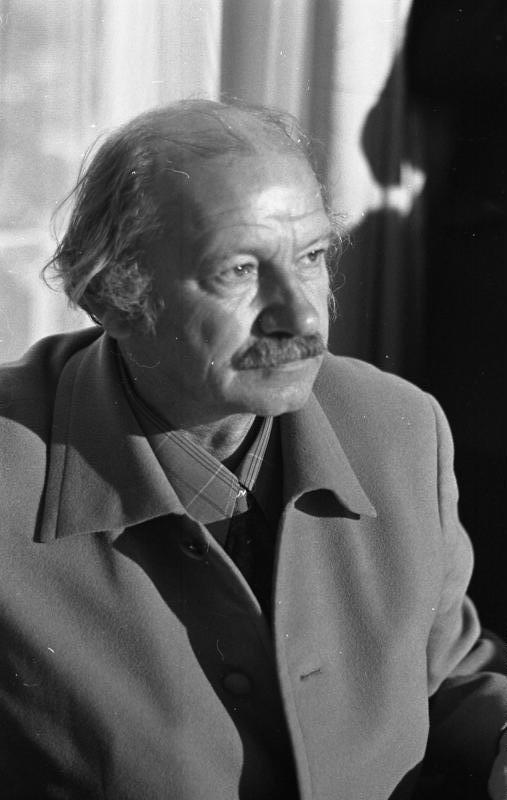
HAP Grieshaber (1909–1981)

- Grieshaber, Johannes Konrad (1877–1962), Schweizer Messerschmied und Instrumentenmacher
- Griesheim, Adolf von (1820–1894), deutscher Industrieller
- Griesheim, Anna von (* 1966), deutsche Modeschöpferin
- Griesheim, Arthur von (1847–1894), deutscher Unternehmer und Mitglied des Preußischen Abgeordnetenhauses
- Griesheim, Günther von (1635–1718), sachsen-naumburgischer Stiftsrat und Domherr zu Naumburg, Rittergutsbesitzer
- Griesheim, Gustav von (1798–1854), preußischer Generalmajor
- Griesheim, Heinrich Christoph von (* 1598), deutscher Publizist und Staatsmann
- Griesheim, Karl von (1799–1878), preußischer General der Kavallerie
- Griesheim, Konstantin von (1797–1881), preußischer Generalmajor
- Griesheim, Kurt von (1865–1945), deutscher Rittergutsbesitzer und Politiker (DNVP)
- Griesheim, Philippine von (1790–1881), anhaltinisch-braunschweigische Adelige
- Griesheim, Wolf Melchior von (1595–1668), deutscher Amtmann
- Griesheimer, Patrick, deutscher American-Football-Spieler und -Trainer
- Grieshofer, Ernst (* 1960), österreichischer Jazz- und Fusionmusiker (Schlagzeuger)
- Grieshofer, Franz (* 1940), österreichischer Volkskundler
- Griesinger, Annemarie (1924–2012), deutsche Sozialpolitikerin (CDU), MdL, MdB
- Griesinger, Christian (* 1960), deutscher Chemiker
- Griesinger, Christoph Maximilian von (1763–1831), württembergischer Oberamtmann
- Griesinger, Georg August von (1769–1845), deutscher Diplomat und Schriftsteller
- Griesinger, Georg Friedrich von (1734–1828), deutscher evangelischer Theologe
- Griesinger, Gustav (1804–1888), deutscher Pfarrer, Theologe und Schriftsteller
- Griesinger, Jakob (1407–1491), deutscher Glasmaler und Laienbruder des Dominikanerordens
- Griesinger, Julius von (1836–1899), deutscher Verwaltungsjurist, Chef des württembergischen Zivilkabinetts, Präsident des Schwäbischen Schillervereins
- Griesinger, Julius von (1863–1939), deutscher Diplomat
- Griesinger, Ludwig Friedrich (1767–1845), württembergischer Jurist, Politiker und Publizist
- Griesinger, Theodor (1809–1884), deutscher Schriftsteller
- Griesinger, Wilhelm (1817–1868), deutscher Psychiater und InternistWilhelm Griesinger (1817–1868)

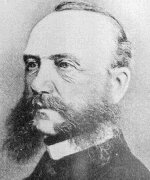
Wilhelm Griesinger (1817–1868)

- Griesmayr, Hartmut (* 1945), deutscher Regisseur und Drehbuchautor
- Griesmeier, Gotho (* 1971), österreichische Opernsängerin
- Griespek von Griespach, Florian (1509–1588), böhmischer Adliger und königlicher Beamter
- Grieß, Peter (1829–1888), deutscher Chemiker
- Grieß, Philipp (* 1981), deutscher Filmschaffender
- Griess, Robert (* 1945), US-amerikanischer Mathematiker
- Griess, Robert (* 1966), deutscher Kabarettist und Autor
- Griess, Verena (* 1977), Umweltsystemwissenschaftlerin und Hochschullehrerin
- Griess-Traut, Virginie (1814–1898), französische Feministin und Pazifistin
- Grießbach, Eberhard (* 1935), deutscher Offizier, zuletzt Konteradmiral der Volksmarine
- Grießbach, Heinrich (1891–1973), deutscher evangelischer Theologe, Pfarrer und Dekan, Senator (Bayern)
- Grießbach, Robert (1886–1970), deutscher Chemiker
- Grießbaum, Tanja (* 1992), deutsche Mittel-, Langstrecken- und Bergläuferin
- Griesselich, Ludwig (1804–1848), deutscher Homöopath, Mediziner und Herausgeber
- Grießemer, Katharina (* 1986), deutsche Fußballspielerin
- Griessen, Anton (1867–1925), Schweizer Anhänger der Antonianer, Fachhistoriker und Biograph
- Grießenbeck von Grießenbach, Karl (1787–1863), bayerischer Kämmerer, Generalmajor sowie Kommandant des Kadettenkorps
- Grießenbeck von Grießenbach, Karl (1844–1881), bayerischer Amtsrichter und Mitglied der Abgeordnetenkammer
- Griesser, Bruno (1889–1965), österreichischer Zisterzienser und Kirchenhistoriker
- Grießer, Claus, österreichischer Schauspieler
- Griesser, Erhart († 1445), Wiener Ratsherr und Grundbesitzer
- Griesser, Gerhard (1918–2001), deutscher Mediziner und Hochschullehrer an der Universität Kiel
- Griesser, Hermann A. (1937–2021), österreichischer Journalist und Autor
- Griesser, Josef (1937–2022), österreichischer Schauspieler
- Griesser, Katrin (* 1977), österreichische Schauspielerin
- Grießer, Leah (* 1998), deutsche Kunstturnerin
- Grießer, Luitpold (1887–1963), österreichischer Gymnasiallehrer und Altphilologe
- Grießer, Maria († 1682), Bäuerin, Frau
- Griesser, Markus (* 1949), Schweizer Astronom und Publizist
- Grießer, Max (1928–2000), österreichischer Volksschauspieler und Sänger
- Griesser, Paul (1894–1964), deutscher Architekt und Innenarchitekt
- Grießer, Peter (1853–1929), österreichischer Land- und Gastwirt und Politiker, Landtagsabgeordneter
- Griesser, Philip (* 1979), deutscher Wirtschaftswissenschaftler und Professor für Marketing
- Griesser, Thomas (* 1967), österreichischer Leichtathlet
- Grießhaber, Rita (* 1950), deutsche Politikerin (Bündnis 90/Die Grünen), MdB
- Grießhammer, Holger (* 1982), deutscher Politiker (SPD), Maler und Lackierermeister
- Grießhammer, Rainer (* 1953), deutscher Umweltschützer
- Grießing, Brigitte (* 1956), deutsche Kugelstoßerin
- Griessing, Otto (1897–1958), deutscher Elektrotechniker
- Grießl, Friedrich (1905–1943), österreichischer kommunistischer Widerstandskämpfer
- Grießler, Elias (1622–1682), österreichischer Porträtmaler
- Grießler, Markus (* 1972), österreichischer Politiker (ÖVP)
- Griessmaier, Viktor (1902–1989), österreichischer Kunsthistoriker
- Grießmair, Hans (1938–2022), italienischer Volkskundler (Südtirol)
- Grießmann, Andrea (* 1968), deutsche Hörfunk- und Fernsehmoderatorin
- Grießmann, Arno (1876–1953), deutscher Ingenieur
- Grießmann, Heinz (1909–1988), deutscher Chirurg und Urologe
- Grießmeyer, Albert (1879–1967), deutscher Verwaltungsjurist und Ministerialbeamter
- Griessner, Georg (1948–2011), österreichischer Politiker (ÖVP), Präsident des Salzburger Landtages
- Grießner, Isidor (1906–1983), österreichischer Landwirt und Politiker (ÖVP), Abgeordneter zum Nationalrat
- Griesstätter zu Haslach, Wolfgang II. (1490–1567), Stiftspropst im Rang eines Reichsprälaten, dann Fürstpropst von Berchtesgaden (1541–1567)
- Griest, William Walton (1858–1929), US-amerikanischer Politiker
- Grieswelle, Detlef (* 1942), deutscher Autor

### Griev
- Grieve, Dominic (* 1956), britischer Politiker (Conservative Party), Mitglied des House of Commons
- Grieve, Gordon (1912–1993), neuseeländischer Politiker der National Party
- Grieve, James (1841–1924), schottischer Gärtner und Pflanzenzüchter
- Grieve, Janet (* 1940), neuseeländische Ozeanographin
- Grieveson, Joy (* 1941), britische Sprinterin

### Griew
- Griewank, Andreas (1950–2021), deutscher Mathematiker
- Griewank, Carl (1795–1872), deutscher lutherischer Geistlicher und heimatlicher Naturforscher
- Griewank, Karl (1900–1953), deutscher Historiker
- Griewel, Fabian (* 1997), deutscher Politiker (FDP), MdB

### Griez
- Griezmann, Antoine (* 1991), französischer FußballspielerAntoine Griezmann (* 1991)

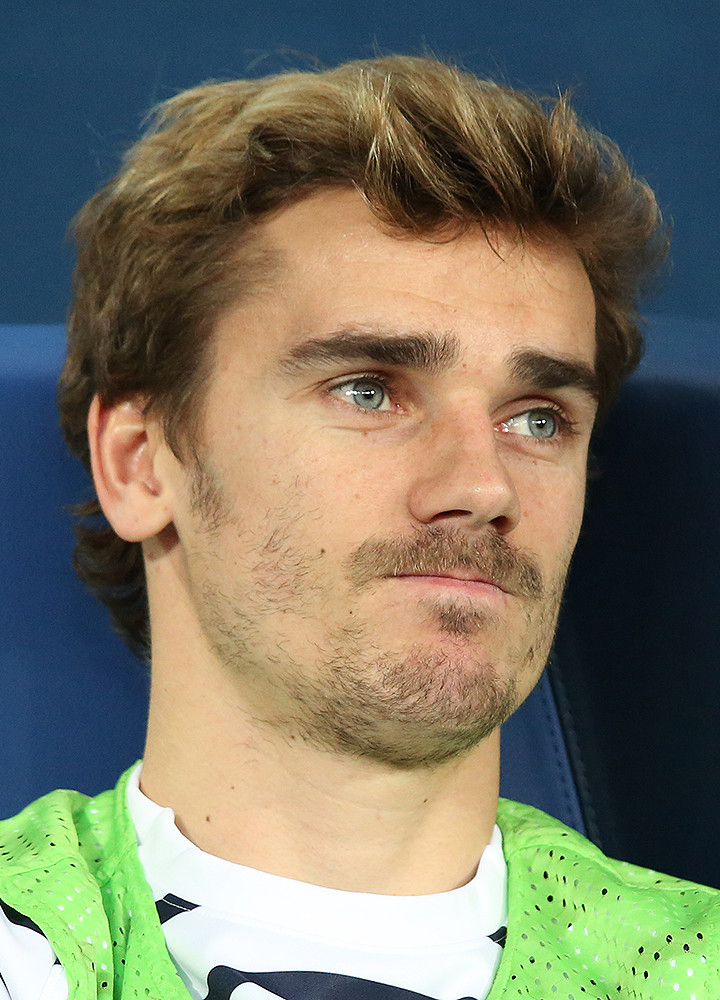
Antoine Griezmann (* 1991)